# メータ (小惑星)
メータ(英:1050 Meta、仮符号:1925 RC)は、小惑星帯に位置する小惑星の1つである。1925年9月14日にドイツのハイデルベルクにあるケーニッヒシュトゥール天文台でカール・ラインムートによって発見された。名前の由来は不明である。推定ではスペクトル分類ではS型小惑星に該当し、自転周期は6.14時間であり、形は縦に長いと思われている。

## 軌道と分類
小惑星メータはエウノミア族に分類される。エウノミア族はS型小惑星に分類され、小惑星帯の中心部に存在し、構成する小惑星は5600を超え、小惑星帯中心部では最も多い。メータは太陽から2.2AUから3.1AUの位置を公転し、その公転周期は4年と3ヶ月に1回であり、日にちに換算すると約1550日である。軌道離心率は0.18、軌道傾斜角は約12°である。
発見年は1925年であるがObservation arc は1908年から始まっており、正式な発見よりも17年早い。

## 物理的特性
同じ小惑星族の天体から考えてメータはS型小惑星と推定されている。

### 自転周期
2006年10月にはフランスの天文学者René Royにより自転による光度曲線が得られた。この分析により光度の変動は振幅0.46等級と分かり自転周期も6.142時間程度と判明し、これはメータが縦長であることを示している。
Lowell Photometric Databaseのデータにより2016年に光度曲線のデータが公表された。この結果から自転周期は2つのスピン軸(60.0°,-42.0°)と(198.0°,-79.0°)(いずれの座標も黄道座標。)において6.14188時間と一致することが分かった。

### 直径とアルベド
日本の人工衛星あかりとNASAのNEOWISEによる調査ではメータの直径は8.773kmから10.03kmであり、表面のアルベドは0.294から0.364であることが分かった。Collaborative Asteroid Lightcurve Link(CALL) は(15)エウノミアから推定するとアルベドは0.21であるとしている。また、絶対等級12.2から計算すると直径は10.53kmであるとしている。

## 名称
この小惑星の名称についての元となった人物や出来事については言及がない。

### 名称の由来の不明な小惑星
小惑星メータは名前の由来について公式に言及されていない120個の小惑星の一つである。名称の由来が不明なものは全て小惑星番号が若く、(164)エヴァや(1514)リクーザなど1876年から1930年代までに発見されたものである。それらの小惑星の発見者はオーギュスト・シャルロワ、ヨハン・パリサ、マックス・ヴォルフ、そしてこの小惑星の発見者であるカール・ラインムートなどが主である。